# 肾果小扁豆
肾果小扁豆（学名：Polygala furcata）为远志科远志属下的一个种。

## 扩展阅读
- 維基物種上的相關：肾果小扁豆